# Тарасов, Павел Парфеньевич
Павел Парфеньевич Тарасов (11 июля 1898, Москва, Российская империя — сентябрь 1965, Москва, РСФСР, СССР) — советский и российский актёр театра и кино. Заслуженный артист Крымской АССР (1945).

## Биография
Родился 11 июля 1898 года в Москве. Отец являлся разнорабочим, мать была домохозяйкой.
В 1910 году стал учиться в Комиссарском техническом училище, окончил которое в 1918 году. Параллельно с 1916 года по 1918 год во время учёбы в Комиссарском училище, обучался в частном Московском драматическом училище артистов Малого театра на курсе у Анны Алексеевны Матвеевой, куда был принят на степендию. Летом 1917 года было организовано преподавателем театральное дело, куда было взято пять своих воспитанников, в которые попал и сам Тарасов. Таким образом состоялся дебют Тарасова в труппе. Работал в различных театрах и ездил с театральными выступлениями по разным городам СССР. В кинематографии начал сниматься с 1953 года и продолжал сниматься до последних дней своей жизни.
Скончался в сентябре 1965 года в Москве. Похоронен на Донском кладбище.

## Фильмография
- 1953 — Великий воин Албании Скандерберг — Лониндя
- 1953 — Вихри враждебные — Камков
- 1953 — Свадьба Кречинского — Иван Антонович Расплюев
- 1954 — Весёлые звёзды — начальник конкурса
- 1955 — Урок жизни — инженер Рожицкий
- 1957 — Борец и клоун
- 1957 — Девушка без адреса — Семён Петрович
- 1957 — Семья Ульяновых — начальник тюрьмы
- 1958 — Жених с того света — бухгалтер
- 1959 — Анюта — второй чиновник
- 1959 — Фома Гордеев — Яков Тарасович Маякин
- 1960 — Беззащитное существо — Алексей Николаевич
- 1960 — Время летних отпусков — Геннадий Геннадьевич Инихов
- 1960 — Рыжик — дед Архип
- 1960 — Хлеб и розы
- 1961 — Любушка — ветеринар Александр Егорович
- 1961 — Совершенно серьёзно (киноальманах; первый фильм) — кинокритик
- 1961 — Суд сумасшедших — профессор
- 1961 — Человек ниоткуда — член спортивного общества
- 1962 — Как рождаются тосты — главбух треста
- 1963 — Если ты прав… — бухгалтер
- 1963 — Им покоряется небо — пожилой конструктор
- 1963 — Пропало лето — главный судья
- 1963 — Секретарь обкома — областной прокурор Сергей Степанович
- 1964 — Сказка о потерянном времени — покупатель яблок
- 1964 — Товарищ Арсений — офицер тайной полиции
- 1965 — Фитиль; 33 серия — заказчик рекламы
- 1966 — Верность матери — управляющий Прохор Иванович

## Оценочные мнения
- Киновед Алексей Тремасов рассказал о том, что после дебюта в кино показал себя самобытным острохарактерным актёром[1].
- Его игре были присущи эксцентрика, озорство, сатирические краски[1].

## Звания и награды
- Заслуженный артист Крымской АССР (1945)